# Cyfry arabskie (alfabet arabski)
Cyfry arabskie alfabetu arabskiego – znaki cyfrowe funkcjonujące w alfabecie arabskim.
Jakkolwiek mianem cyfr arabskich określa się obecnie używany powszechnie niemal na całym świecie zestaw symboli stosowanych do oznaczenia poszczególnych wartości liczbowych, to w rzeczywistości używane w większości krajów arabskich (i muzułmańskich) cyfry arabskie nie przypominają swych europejskich odpowiedników. Różnica ta wynika stąd, iż wygląd zapożyczonych w średniowieczu przez kulturę europejską symboli ewoluował w innym kierunku niż wygląd tych samych znaków w kulturze islamu, przy czym cyfry w krajach arabskich bliższe są swoim indyjskim pierwowzorom.
Obecnie istnieją dwie wersje cyfr arabskich, różniące się wyglądem kilku cyfr:
- tzw. cyfry indyjsko-arabskie – stosowane obecnie w krajach arabskojęzycznych (np. Egipt, Algieria) oraz Afganistanie; przed 1928 r. w. używane także w Turcji.
- tzw. cyfry wschodnio-indyjsko-arabskie (lub wschodnioarabskie) – stosowane w innych krajach islamskich, w których niearabski język urzędowy zapisywany jest przy pomocy pisma arabskiego w (Iranie, Pakistanie oraz w Indiach – w przypadku liczb stosowanych wraz z językiem urdu).

Bardziej znana jest wersja pierwsza, jakkolwiek liczba użytkowników obu systemów liczbowych jest zbliżona (po ok. 200–300 mln).
Używane niekiedy nazwy: cyfry indyjsko-arabskie czy cyfry wschodnio-indyjsko-arabskie nie odnoszą się do stosowania tych cyfr na terenie Indii (choć są używane przez kilkadziesiąt milionów muzułmanów w płn.-zach. części kraju), ale podkreślają, że chodzi o inny zestaw cyfr niż te, które nazywane są potocznie arabskimi. Przymiotnik indyjskie podkreśla różnicę w stosunku do europejskich cyfr arabskich, wskazuje też na podobieństwo wyglądu tych cyfr do oryginalnych indyjskich znaków liczbowych.
Zwykle w krajach używających „oryginalnych” cyfr arabskich stosowane są – czasem pomocniczo, a czasem równolegle – europejskie cyfry arabskie. W niektórych krajach arabskich (np. Tunezja) istnieje zjawisko wypierania cyfr arabskich w wersji arabskiej przez cyfry europejskie.
Poniższe zestawienie prezentuje cyfry arabskie: u góry europejskie, poniżej indyjsko-arabskie, niżej zaś w wersji wschodnio-indyjsko-arabskiej.
| 1 | 2 | 3 | 4 | 5 | 6 | 7 | 8 | 9 | 0 |
| ١ | ٢ | ٣ | ٤ | ٥ | ٦ | ٧ | ٨ | ٩ | ٠ |
| ۱ | ۲ | ۳ | ۴ | ۵ | ۶ | ۷ | ۸ | ۹ | ۰ |

## Stosowanie numeracji
W językach arabskich cyfry w przeciwieństwie do pisma (czytanego od prawej do lewej) zapisuje się od lewej do prawej (identycznie jak w liczbach rzymskich i arabskich). To oznacza, iż liczba 1234 nie będzie wyglądać tak:
| ٤٣٢١ |

lecz tak:
| ١٢٣٤ |